# 野田スクリーン
株式会社野田スクリーン（のだスクリーン、英: Noda Screen Co., LTD. ）は、加工機器・材料の開発販売を事業とする企業。

## 概要
1979年（昭和54年）創業。主な事業はスクリーン印刷法を用いたプリント配線板の加工やフッ素化成品（コーティング剤）の開発・製造・販売を行なっている。
2013年（平成25年）には、野田スクリーンの創業者の長男が代表を務める株式会社TNCが行ったTOB (MBO) が成立したため、上場廃止した。

## 沿革
- 1979年（昭和54年）3月 - 春日井市に野田スクリーン創業。
- 1984年（昭和59年）11月24日 - 株式会社野田スクリーン設立。
- 1996年（平成8年）1月 - 小牧市に本社移転。
- 2000年（平成12年）9月20日 - ナスダック・ジャパン（現在のヘラクレス）上場。（2007年1月29日上場廃止）
- 2006年（平成18年）3月27日 - 東京証券取引所2部上場。
- 2006年（平成18年）5月9日 - 名古屋証券取引所2部上場。
- 2009年（平成21年）5月 - 子会社であった株式会社エヌアイマテリアルを吸収合併。
- 2013年（平成25年）4月24日 - MBO成立のため上場廃止[2]。